# NGC 2893
NGC 2893 (другие обозначения — UGC 5060, IRAS09273+2945, MCG 5-23-5, ZWG 152.18, MK 401, KUG 0927+297, PGC 26979) — линзовидная галактика на расстоянии 74 млн световых лет в созвездии Льва. Открыта Уильямом Гершелем в 1785 году.

## Свойства
Галактика удаляется с радиальной скоростью 1650 км/с, имеет диаметр 24 тыс. световых лет. Повёрнута плоскостью к нам, демонстрирует очень тусклое тонкое внешнее кольцо и перемычку с ярким удлинённым ядром.
Внешне NGC 2893 напоминает спиральную галактику — из компактного центра, где происходит вспышка звездообразования, расходятся две структуры, похожие на спиральные рукава. На изображении галактики в показателях цвета она также кажется спиральной, её центр более красный, а диск — более голубой.
Этот объект входит в число перечисленных в оригинальной редакции «Нового общего каталога».